# Čimhová
Čimhová (polsky Czymchowa, maďarsky Csimhova) je obec na Slovensku v okrese Tvrdošín. V obci žije 681 obyvatel. První písemná zmínka o obci pochází z roku 1438. Obec leží na východním okraji Oravské vrchoviny na říčních nánosech řeky Oravice v nadmořské výšce 644 m.